# Sister Act (bande originale)
Pour les articles homonymes, voir Sister Act (homonymie).
Albums de Marc Shaiman et divers artistes
Sister Act, acte 2
(1993)
Sister Act - Music From the Original Motion Picture Soundtrack, est la B.O., distribué par Hollywood Records du compositeur Marc Shaiman accompagné de différents artistes, du film musical américain, Sister Act, réalisé par Emile Ardolino et sortie en 1992.

## Liste des titres
| 1.    | The Lounge Medley ((Love Is Like a) Heat Wave / My Guy / I Will Follow Him) | Deloris & The Ronelles               | 3:39 |
| 2.    | The Murder                                                                  | Marc Shaiman                         | 2:33 |
| 3.    | Getting Into the Habit                                                      | Marc Shaiman                         | 2:40 |
| 4.    | Rescue Me                                                                   | Fontella Bass                        | 2:54 |
| 5.    | Hail Holy Queen                                                             | Deloris & The Ronelles               | 3:29 |
| 6.    | Roll With Me Henry                                                          | Etta James                           | 2:56 |
| 7.    | Gravy For My Mashed Potatoes                                                | Dee Dee Sharp                        | 2:11 |
| 8.    | My Guy (My God)                                                             | Deloris & The Ronelles               | 2:35 |
| 9.    | Just a Touch of Love (Everyday)                                             | C+C Music Factory                    | 5:38 |
| 10.   | Deloris Is Kidnapped                                                        | Marc Shaiman                         | 1:45 |
| 11.   | Nuns to the Rescue                                                          | Marc Shaiman                         | 4:48 |
| 12.   | Finale: I Will Follow Him (Chariot)                                         | Deloris & The Sisters                | 3:13 |
| 13.   | Shout                                                                       | Deloris & The Sisters & The Ronelles | 4:16 |
| 14.   | If My Sister's in Trouble                                                   | Lady Soul                            | 4:00 |
| 46:37 |                                                                             |                                      |      |

## Musiques additionnelles
- Outre les titres présents, sur l'album, on entend aussi durant le film les morceaux suivants [2] :
  - My Guy
    - Écrit par Smokey Robinson[3]

  - Gravy
    - Écrit par Kal Mann et Dave Appell
    - Interprété par Dee Dee Sharp
    - Avec l'aimable autorisation d'Highland Music, Inc.

  - Homalone
    - Écrit par Tom Malone

  - Bar Nun
    - Écrit par Jimmy Vivino